# اریک ون دام
اریک التریوس کورالی ون دام معروف به اریک ون دام (به انگلیسی: Eric van Damme) (متولد ۲۷ ژوئیه ۱۹۵۶) اقتصاددان هلندی و استاد اقتصاد در دانشگاه تیلبرگ است که به‌خاطر مشارکت‌هایش در نظریه بازی شهرت دارد.
علایق پژوهشی ون دام در زمینه‌های «نظریه بازی، نظریه اقتصادی، سیاست و مقررات رقابت، اقتصاد تجربی، عقلانیت محدود و چانه‌زنی» است.

## زندگی‌نامه
متولد ترنئوزن در سال ۱۹۵۶ است، او کارشناسی ارشد خود را در ریاضیات در دانشگاه رادبود در سال ۱۹۷۹ و دکترای خود را در علوم فنی در سال ۱۹۸۳ در دانشگاه فناوری آیندهوون با پایان‌نامه‌ای تحت عنوان «تصحیح مفهوم تعادل نش» زیر نظر یاپ وسل دریافت کرد. ون دام پس از فارغ‌التحصیلی، کار آکادمیک خود را در سال ۱۹۸۳ به عنوان استادیار در دانشگاه فناوری دلفت آغاز کرد و در سال ۱۹۸۴ به سمت دانشیار ارتقا یافت. در سال ۱۹۸۶ به دانشگاه بن نقل مکان کرد، جایی که تا سال ۱۹۹۰ دانشیار نظریه اقتصادی بود. در سال ۱۹۸۹ او به عنوان استاد اقتصاد در دانشگاه تیلبرگ منصوب شد. از آن زمان تاکنون چندین سمت اداری در مرکز، مرکز تحقیقات اقتصادی در دانشگاه تیلبورگ داشته‌است. در این بین او استاد مدعو در دانشگاه‌های اروپایی در بیله‌فلد، کپنهاگ، استکهلم، هلسینکی، وین، لیسبون بود. و در ایالات متحده آمریکا در دانشکده مدیریت او همچنین عضو چندین هیئت تحریریه است.
ون دام در سال ۱۹۹۳ به عنوان عضو انجمن اقتصادسنجی انتخاب شد و در سال ۲۰۰۴ به عضویت آکادمی سلطنتی هنر و علوم هلند منصوب شد. او همچنین یکی از اعضای انجمن اقتصادی اروپا است. او در سال ۲۰۰۹ نشان شوالیه را در نشان شیر هلند اعطا کرد.